# Province Dominikanske republike
Dominikanska republika je razdeljena na enaintrideset provinc (izvirno šp. provincias, ed. provincia). Prestolnica države, Santo Domingo, je vključena v svojo lastno provinco, t. i. Distrito Nacional (»Narodno okrožje«; na spodnjem zemljevidu označeno z »D.N.«).
Upravno delitev države določa ustava (1. akt, 2. odstavek, 5. člen) in izvršuje zakon, točneje 5220. Zakon o ozemeljski delitvi Dominikanske republike (Ley No. 5220 sobre División Territorial de la República Dominicana), objavljen leta 1959 in pogostokrat (ob nastajanju novih provinc in stopenj upravne delitve) dopolnjen.

## Upravna delitev provinc
Province so prvostopenjska upravna delitev države. Upravni sedeži območnih izpostav osrednje vlade so večinokrat v prestolnicah provinc. Predsednik v vsaki izmed provinc (razen v Distritu Nacional) imenuje upravnega guvernerja (Gobernador Civil).
Province se nato delijo še v občine (municipios), ki so tako drugostopenjska politično-upravna delitev države. 
Provinca Distrito Nacional obstaja od leta 1936. Pred tem je bilo to območje del Province Santo Domingo, ki je obstajalo vse od osamosvojitve države leta 1844. Pri tem slednje ne smemo zamenjevati z novonastalo Provinco Santo Domingo, ki se je od DN-a odcepila v letu 2001. Medtem, ko je povprečni provinci precej podobna, pa se od nje razlikuje predvsem po tem, da nima upravnega guvernerja in da jo sestavlja le ena občina, Santo Domingo, katere mestni svet (ayuntamiento) in župan (síndico)  pa sta tudi njena upravnika.

## Province pri volitvah
Pri volitvah v dvodomni Narodni kongres Dominikanske republike (Congreso de la República) je vsaka izmed provinc samostojna volilna enota. V Zgornji dom Senata države (Senado) vsaka pošlje po enega, v Spodnji dom Senata (Cámara de Diputados) pa vsaj po dva predstavnika.

## Statistika
Spodnji tabela provinc in njihovih prestolnic vključuje podatke iz popisa prebivalstva iz leta 2012.
| Provinca               | Prestolnica                  | Velikost (km²) | Prebivalstvo | Gostota prebivalstva |
| ---------------------- | ---------------------------- | -------------- | ------------ | -------------------- |
| Azua                   | Azua                         | 2531,77        | 256,981      | 101                  |
| Baoruco                | Neiba                        | 1282,23        | 118,987      | 92                   |
| Barahona               | Barahona                     | 1739,38        | 226,898      | 130                  |
| Dajabón                | Dajabón                      | 1020,73        | 67,887       | 66                   |
| Distrito Nacional      | Santo Domingo                | 104,44         | 1,484,789    | 14,216               |
| Duarte                 | San Francisco de Macorís     | 1605,35        | 384,789      | 239                  |
| Elías Piña             | Comendador                   | 1426,20        | 70,589       | 49                   |
| El Seibo               | El Seibo                     | 1786,80        | 115,889      | 64                   |
| Espaillat              | Moca                         | 838,62         | 390,478      | 465                  |
| Hato Mayor             | Hato Mayor                   | 1329,29        | 84,578       | 63                   |
| Hermanas Mirabal       | Salcedo                      | 440,43         | 103,974      | 234                  |
| Independencia          | Jimaní                       | 2006,44        | 54,785       | 27                   |
| La Altagracia          | Higüey                       | 3010,34        | 335,677      | 111                  |
| La Romana              | La Romana                    | 653,95         | 330,587      | 505                  |
| La Vega                | La Vega                      | 2287,24        | 420,478      | 183                  |
| María Trinidad Sánchez | Nagua                        | 1271,71        | 140,784      | 110                  |
| Monseñor Nouel         | Bonao                        | 992,39         | 201,474      | 203                  |
| Monte Cristi           | San Fernando de Monte Cristi | 1924,35        | 135,710      | 70                   |
| Monte Plata            | Monte Plata                  | 2632,14        | 200,454      | 76                   |
| Pedernales             | Pedernales                   | 2074,53        | 28,941       | 13                   |
| Peravia                | Baní                         | 792,33         | 298,747      | 377                  |
| Puerto Plata           | San Felipe de Puerto Plata   | 1852,90        | 490,733      | 264                  |
| Samaná                 | Santa Bárbara de Samaná      | 853,74         | 108,265      | 126                  |
| Sánchez Ramírez        | Cotuí                        | 1196,13        | 157,457      | 131                  |
| San Cristóbal          | San Cristóbal                | 1265,77        | 859,741      | 679                  |
| San José de Ocoa       | San José de Ocoa             | 855,40         | 82,458       | 96                   |
| San Juan               | San Juan de la Maguana       | 3569,39        | 300,476      | 84                   |
| San Pedro de Macorís   | San Pedro de Macorís         | 1255,46        | 418,850      | 333                  |
| Santiago               | Santiago de los Caballeros   | 2836,51        | 1,833,451    | 646                  |
| Santiago Rodríguez     | Sabaneta                     | 1111,14        | 98,544       | 88                   |
| Santo Domingo          | Santo Domingo Este           | 1296,35        | 2,955,211    | 2,310                |
| Valverde               | Mao                          | 823,38         | 207,447      | 251                  |
| Skupno                 |                              | 48,666.83      | 12,956,109   | 266                  |